# Triodontella rhodesiana
Triodontella rhodesiana är en skalbaggsart som beskrevs av Louis Albert Péringuey 1904. Triodontella rhodesiana ingår i släktet Triodontella och familjen Melolonthidae. Inga underarter finns listade i Catalogue of Life.